# Vibeke Gad
Vibeke Gad (født 11. januar 1943) er en dansk filminstruktør og manuskriptforfatter.

## Filmografi
- Tøsepiger (1996)
- Tusindfryd (1999)